# Моравы

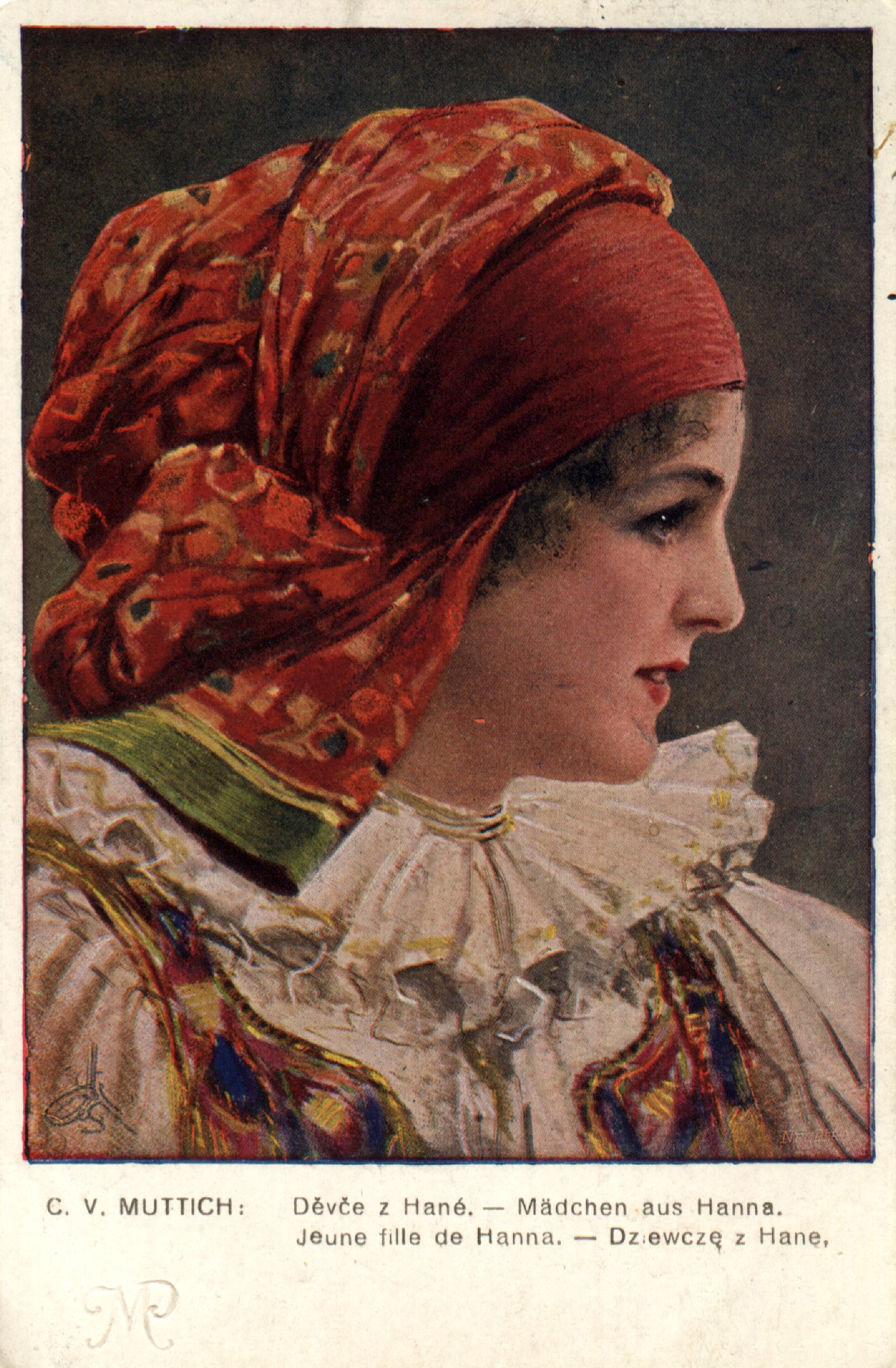
Девушка в традиционном костюме с фрезой

Мора́вы, морава́не (чеш. Moravané, разговорный Moraváci, устаревший Moravci) — западнославянский народ, в основном проживающий в Моравии (юго-восток Чешской республики). 
Говорят на моравских диалектах чешского языка с письменностью на основе латинского алфавита. Этноним, вероятно, произошёл от реки Моравы (такое же название получила проживающая по реке Гане, с центром в Оломоуце, ветвь мораван — ганаки). 
Официальная чешская историография и этнография считают мораван чехами, однако они имеют своё национальное самосознание.

## История

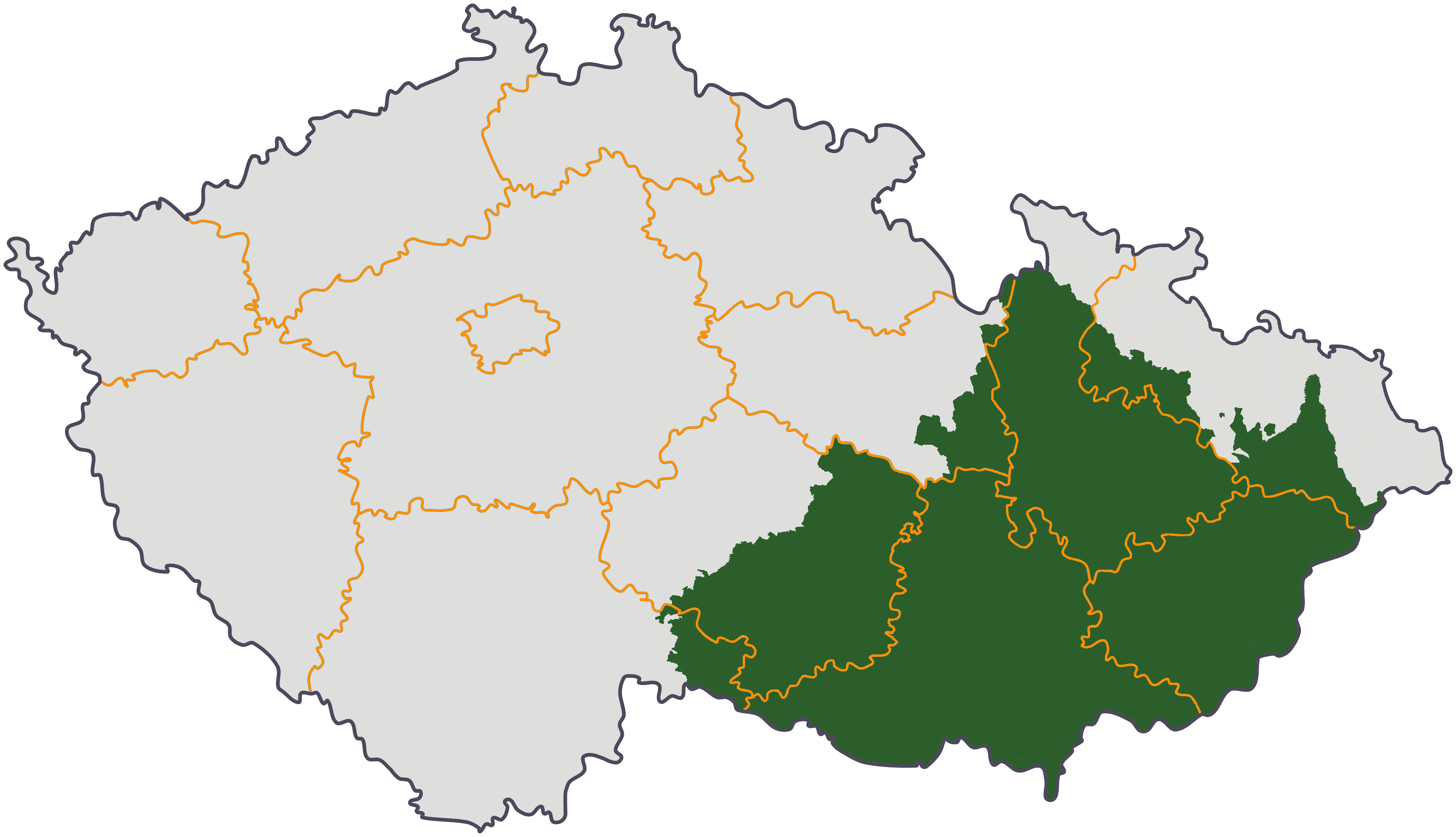
Моравия на территории нынешней Чехии

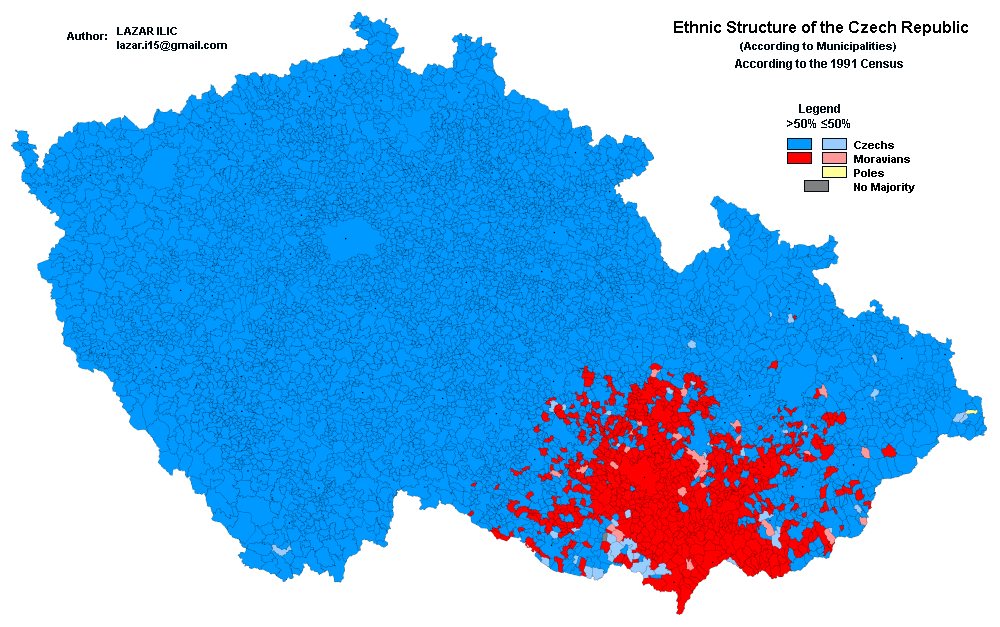
Моравы по данным переписи 1991 года (муниципалитеты, в которых преобладают моравы, показаны красным, чехи — синим)

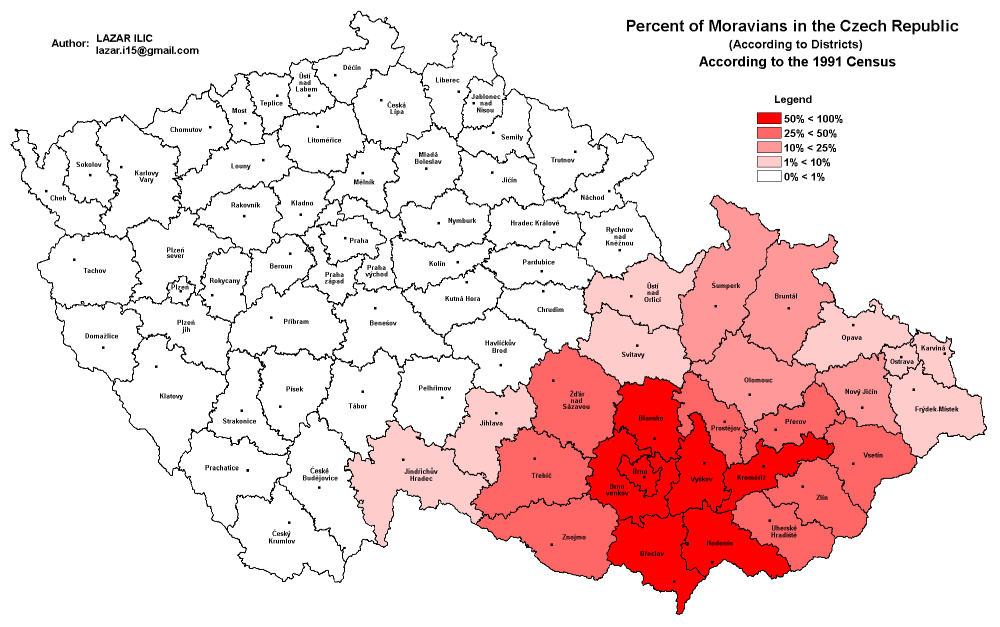
Доля мораван по данным переписи 1991 года (по областям)

Славянское присутствие на территорию Моравии отмечено с VI века. В 623—658 годах Моравия входила в состав славянского княжества Само (после 658 года государство распалось). Примерно в IX веке мораване приняли христианство.

В IX веке местный князь Моймир I из династии Моймировичей основал Велико-Моравскую державу, со столицей в Велеграде. Чешская государственность исторически является правопреемственницей Моравской после уничтожения последней венграми, и образ Великой Моравии никогда не исчезал из живой памяти народа. В 863 году в Великую Моравию прибыли Святые Равноапостольные братья Кирилл и Мефодий, которые помогли мораванам создать свою независимую церковь, переводили священные тексты на славянский язык, вели проповедническую деятельность. Примечательно, что мораване, в большей мере, чем чехи, почитали и почитают Кирилла и Мефодия. Как гласит «Житие Мефодия», 
князь Святополк доверил заботе Мефодия все храмы во всех городах.
 Своей самоотверженной проповедью братья укрепили христианские начала в народе. 
В центральной области Великой Моравии были обнаружены остатки 20 храмов, сооружённых из каменных брусов, а внутри украшенных цветными фресками. Большинство этих построек появилось уже в 1-й половине IX века, до прихода Кирилло-Мефодиевой миссии… Мефодию, ставшему впоследствии архиепископом Моравским, удалось добиться (в Риме) введения славянской литургии в костёлах Великой Моравии.
 — писал академик Йозеф Поулик…
В XV веке значительная часть мораван негативно отнеслась к распространившемуся в Чехии религиозно-политическому учению пражского магистра Яна Гуса — и в 1421—1448 годах во главе антигуситского сопротивления в Моравии стоял ганацкий город Оломоуц.
В 1526 году земли Богемии, Моравии и Словакии (тогда принадлежавшей Венгерской короне) объединились под властью австрийских Габсбургов. В 1573 году в Оломоуце основан университет.
Чешская лингвистика (в отличие от этнографии) противопоставляет центральноморавские диалекты — примыкающим к ним чешским диалектам… На одном из центральноморавских диалектов до сих пор говорят населяющие Оломоуцкий край ганаки. К югу и западу от ганаков живут гораки. Это — относительно наиболее чехизированная группа мораван, считается, что они говорят на «переходном чешско-моравском диалекте». К востоку от ганаков живут загороки. Они также относятся к моравской нации.
В конце XIX века в Праге создан «Моравский клуб». Среди его учредителей преобладали пражане ганацкого происхождения.

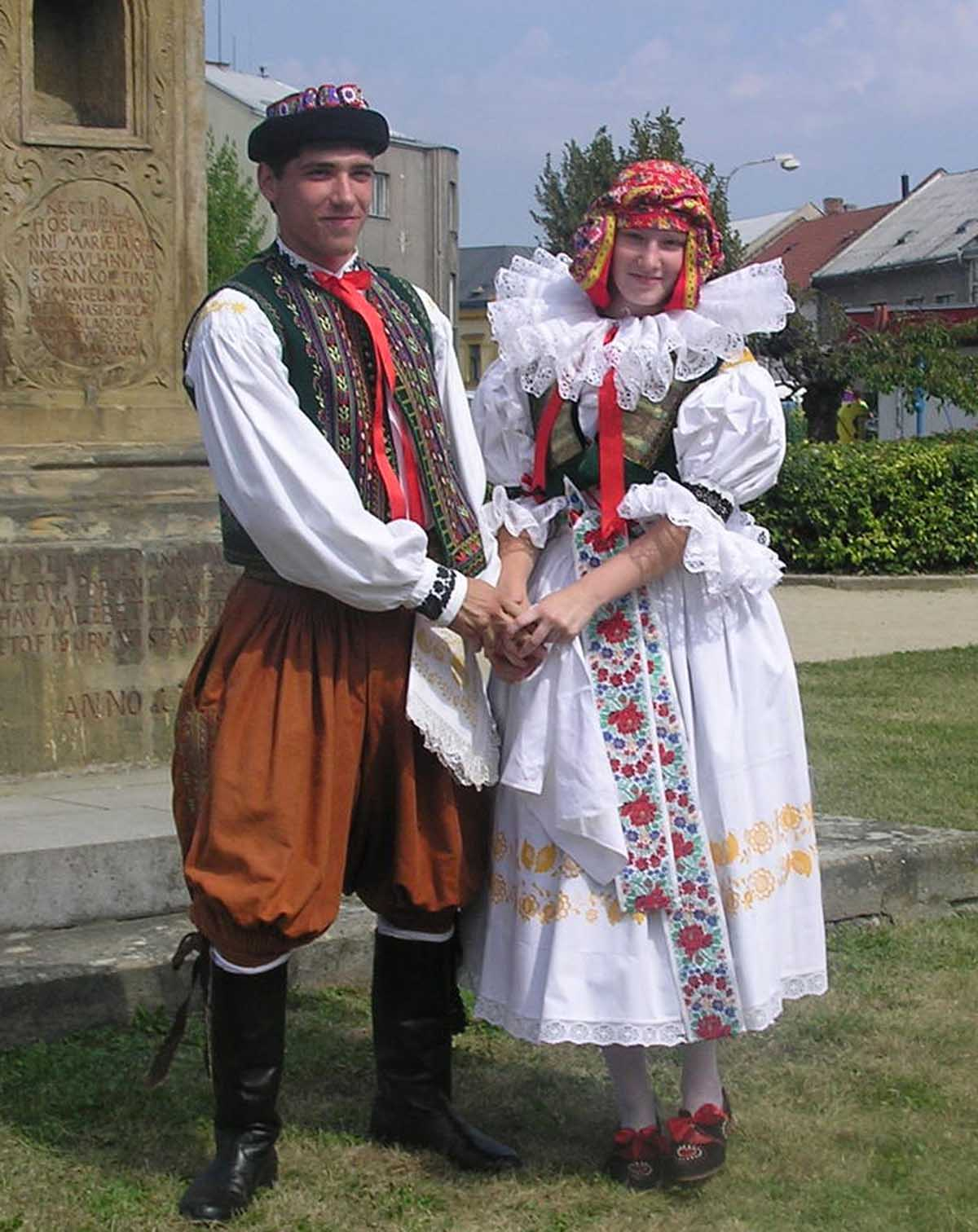
Национальные костюмы моравов из Ганы

## Современное состояние
В 1918 году Моравия вошла в состав Чехословакии, однако до начала 20 века моравы не считали себя чехами. Во времена межвоенной Чехословацкой Республики большую угрозу национальному самосознанию моравов представляла официальная идеология государства, согласно которой чехи и словаки представляли собой единый чехословацкий народ, а моравы вообще не признавались отдельной нацией или, хотя бы, этнической группой. 
Большой ущерб отношениям чешского и словацкого народов нанесла антинаучная концепция так называемого чехословакизма, провозглашавшая фальшивую теорию о каком-то чехословацком народе и чехословацком языке.
 — констатировал д-р Ян Квасничка.
После Второй мировой войны прежнее непростое положение изменилось к худшему. Новые административные границы расчленили этногеографическое тело Моравии, а в 1949 году коммунистические власти закрыли пражский «Моравский клуб».
В 1990—1993 годах началось общеморавское национальное возрождение. В марте 1993 года в Оломоуце прошёл многолюдный митинг за восстановление Моравской государственности: в составе Чехии (как федеральная единица) — или вне её… На переписи 1991 года 1 362 313 граждан Чехословакии записались моравами. В 1993 году единое государство распалось на Чехию и Словакию, и Моравия стала частью территории Чехии. По данным переписи 2001 года, общая численность моравского народа в Чехии составила 380 474 человек, так как многие вернулись к чешской самоидентификации. В 2011 году численность моравов вновь поднялась до 521 801 человек.
Старинная диаспора моравов уцелела в Опольском воеводстве Силезии (Польша).

## Флаг

Флаг мораван в 1848 г.

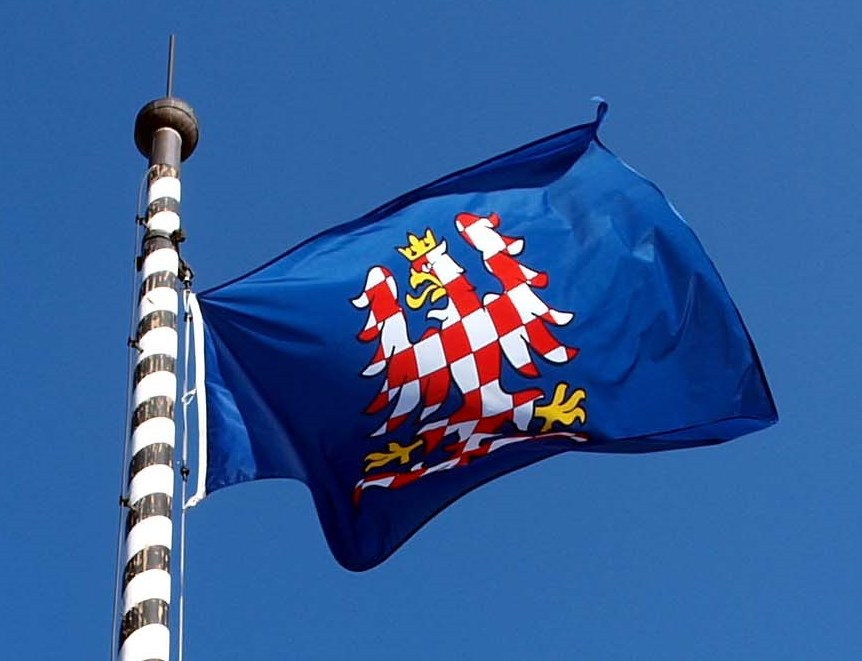
Флаг Моравии

На Славянском конгрессе в Праге в 1848 году чешскоязычные мораване выступали под бело-красно-синим флагом.